# جيلاني رشون سومييوشي
جيلاني رشون سومييوشي (باليابانية: 住吉 ジェラニレショーン) (مواليد 5 أكتوبر 1997) هو لاعب كرة قدم ياباني.

## وصلات خارجية
- جيلاني رشون سومييوشي على موقع رابطة كرة القدم اليابانية للمحترفين (اليابانية)
- جيلاني رشون سومييوشي على موقع قاعدة بيانات كرة القدم.إي يو (الإنجليزية)
- جيلاني رشون سومييوشي على موقع Soccerway.com (الإنجليزية)
- جيلاني رشون سومييوشي على موقع عالم كرة القدم.نت (الإنجليزية)